# Barbara Schwickert
Barbara Schwickert (geboren am 5. Mai 1964) ist eine Schweizer Politikerin (Grüne). Sie war Mitglied der Stadtregierung von Biel und des Berner Kantonsparlaments.

## Lebens- und Berufsweg
Barbara Schwickert ist das älteste von drei Geschwistern. Sie wuchs im 500-Einwohner-Dorf Rifferswil in der Nähe von Zürich auf. Mit 16 Jahren zog sie für eine Ausbildung zur Kindergärtnerin und Hortleiterin nach Zürich. Hier machte sie ihre erste Bekanntschaft mit politischen Auseinandersetzungen, nahm an Demonstrationen gegen den Bau von Parkplätzen oder gegen Atomkraftwerke teil.
1988 siedelte Barbara Schwickert nach Biel über. Anfangs verdiente sie ihr Einkommen als Gemüseverkäuferin auf einem Wochenmarkt, wechselte dann auf Anregung einer Freundin in den Journalismus, schrieb für die Berner Tagwacht und war Redaktions- und Verlagsleiterin der katholischen Kinderzeitschrift tut.
Ihre Tätigkeit im Journalismus war es letztlich, die sie zum Wechsel in die Politik bewog. 1990, mit 26 Jahren, trat sie der Grünen Freien Liste Biel bei. 1993 wurde sie erstmals in den Stadtrat von Biel gewählt und blieb dies bis 2008, von 2005 bis 2006 amtierte sie als Stadtratspräsidentin.
Da sie sich sowohl politisch als auch beruflich für mehr Gleichstellung starkmachte, sah sie hier ihre Möglichkeiten, Veränderungen herbeizuführen. Die Entstehung der Beratungsstelle für Frau und Arbeit Biel (FRAC) im Jahr 1999, die sich für gleiche Chancen von Frauen und Männern in der Arbeitswelt einsetzt, geht wesentlich mit auf ihre Initiative zurück. Seit 2000 war sie als Geschäftsleiterin der Volkshochschule tätig. Unter ihrer Ägide wurde das Programm mit speziellen Kursen für Migrantinnen und Migranten erweitert. Von 2007 bis 2008 amtierte sie als Geschäftsleiterin des Verbandes der Schweizerischen Volkshochschulen, was ihr auch Projektarbeit auf internationaler Ebene ermöglichte.
Von 2006 bis zu ihrer Wahl in den Bieler Gemeinderat 2008 gehörte Barbara Schwickert dem Grossen Rat des Kantons Bern an.
2008 wurde sie erstmals in den Gemeinderat, die Regierung von Biel, gewählt. Sie war damit die erste deutschsprachige Frau im Hauptamt des Bieler Gemeinderats. Zudem war sie die erste hauptamtliche Gemeinderätin in der Geschichte der Grünen von Biel. Ab 2009 hatte sie das Amt der Sicherheitsdirektorin inne, ab 2013 das der Direktorin Bau, Energie und Umwelt. Aufgrund ihrer langjährigen Erfahrungen für die kommunale Energiepolitik wurde sie 2013 zur Präsidentin des Trägervereins Energiestadt gewählt.
Barbara Schwickert galt viele Jahre bei Wahlen als Stimmgarantin für ihre Partei. 2020 trat sie für viele überraschend nicht mehr zur Gemeinderatswahl in Biel an und schied Ende 2020 aus dem Gemeinderat aus. Sie tat diesen Schritt bewusst, um sich Mitte 50 beruflich noch einmal neu zu orientieren.
Nach einer kurzen Auszeit, die sie für ein Sabbatical nutzte, amtiert sie seit November 2021 als Co-Geschäftsführerin des Trägervereins Energiestadt und ist als Projektleiterin bei der ENCO AG tätig.
Barbara Schwickert lebt mit ihrer Frau in eingetragener Partnerschaft.

## Ehrenämter
- Vertreterin des Kantons Bern im Stiftungsrat Theater und Orchester Biel Solothurn TOBS[7]